# Barcos
Barcos era una freguesia portuguesa del municipio de Tabuaço, distrito de Viseo.

## Historia
Con su primera carta foral otorgada por el rey Alfonso IIIen 1293, Barcos, en tanto que pertenencia de la Corona, gozó de prosperidad e importancia administrativa durante siglos, siendo cabeza de un extenso concelho y contando en el siglo XVIII con dotación militar y judicial, como cabeza de distrito.
Con esta situación privilegiada vino a acabar la Guerra Civil portuguesa de 1832-1834. Barcos optó por el bando "legitimista" de D. Miguel, y una vez derrotado este por su hermano D. Pedro, el liberalismo triunfante tomó represalias sobre las personas e instituciones que habían apoyado al bando perdedor. En ese contexto, por Decreto de 24 de octubre de 1855 el concelho de Barcos quedó extinguido e integrado en el de Tabuaço. El ensañamiento llegó al extremo de destruir el pelourinho, símbolo de la pérdida autonomía municipal
Por último, y en un contexto meramente racionalizador, la freguesia de Barcos fue suprimida el 28 de enero de 2013, en aplicación de una resolución de la Asamblea de la República portuguesa promulgada el 16 de enero de 2013 al unirse con la freguesia de Santa Leocádia, formando la nueva freguesia de Barcos e Santa Leocádia.

## Patrimonio
- Iglesia parroquial románica del siglo XIII, con numerosas alteraciones posteriores, aunque conserva una portada principal con elementos geométricos y motivos vegetales, y una portada lateral con modillones.
- Casas solariegas, entre las que destaca la de Roda, de finales del siglo XVIII o principios del siguiente, edificada originalmente para sede del Ayuntamiento y tribunal.
- Iglesia románica de la aldea de Santa María de Sabroso.